# Kritik des Herzens
Kritik des Herzens ist die erste Gedichtsammlung von Wilhelm Busch. Sie erschien 1874 bei Friedrich Bassermann in Heidelberg.
Nach dem großen Erfolg seiner Bildergeschichten wollte Wilhelm Busch zeigen, dass er nicht nur ein großer Spaßmacher war, sondern auch ernsthafte Seiten zu bieten hatte. Er veröffentlichte eine Sammlung von Gedichten, die er in Anlehnung an Immanuel Kants Kritik der reinen Vernunft Kritik des Herzens nannte.
Dieser Versuch stieß jedoch bei seinem Publikum auf Unverständnis und wurde zunächst ein Misserfolg. Erst nach dem Tode Buschs, als auf Betreiben seiner Neffen das Gesamtwerk bekannter wurde, erreichten auch seine Gedichtbände ein größeres Publikum.

## Bekannte Gedichte aus der Sammlung
- Die Selbstkritik hat viel für sich ...
- Es sitzt ein Vogel auf dem Leim  ...
- Früher, da ich unerfahren ...
- Ein dicker Sack – den Bauer Bolte ...
- Die erste alte Tante sprach ...